# Автошлях Т 1030
Автошлях Т 1030 — автомобільний шлях територіального значення в Київській області. Проходить територією Рокитнянського та Кагарлицького району. Загальна довжина — 20,5 км.